# Keammar Daley
Keammar Rudolph Daley (ur. 18 lutego 1988 w Kingston) – jamajski piłkarz występujący na pozycji napastnika. Zawodnik klubu UWI.

## Kariera klubowa
Daley seniorską karierę rozpoczął w 2006 roku w zespole Meadhaven United. Spędził w nim 3 lata. W 2009 roku przeszedł do Tivoli Gardens. W 2011 roku zdobył z nim mistrzostwo Jamajki oraz Puchar Jamajki. W tym samym roku przeszedł do angielskiego Prestonu North End, grającego w League One. Spędził tam sezon 2011/2012, a potem wrócił do Tivoli Gardens. W 2015 roku przeszedł do Harbour View, a w 2016 roku został zawodnikiem klubu UWI.

## Kariera reprezentacyjna
W reprezentacji Jamajki Daley zadebiutował w 2008 roku. W 2011 roku został powołany do kadry na Złoty Puchar CONCACAF.